# Yandere Simulator
Yandere Simulator (укр. Симулятор Яндере) — комп'ютерна гра в жанрі стелс-екшен від третьої особи на рушії Unity, що перебуває в розробці. Доступна демоверсія гри.

## Сюжет
Akademi High School — престижна приватна школа, головна локація гри, де розгортається основна дія. Гра концентрується на шаленій закоханості студентки цієї академії, також відомої як Яндере-тян (від терміна «яндере» в аніме і манзі), готової піти абсолютно на будь-які жертви з усунення всіляких перешкод заради свого коханого Семпая.
Гравець грає за Аяно Айсі — японську школярку, закохану в семпая Таро Ямаду. Головна героїня гри не здатна відчувати емоції… Якщо не перебуває поруч із Семпаєм. Він означає для неї все, без нього Аяно лише порожня оболонка, і вона не зупиниться ні перед чим, намагаючись дістати його. Протягом десяти тижнів щотижня в семпая закохуватиметься одна суперниця, і Аяно має всіма можливими способами завадити тій зізнатися у своїх почуттях. На усунення кожної суперниці дається п’ять днів. Усувати суперниць можна як насильницькими методами (різними видами вбивств, шантажом, соціальним саботажем та іншим), так і безкровними.

## Головні герої

### Ая́но А́йсі
Аяно Айсі — головна героїня Yandere Simulator. Вона відома як «Яндере-тян» для гравців. Також їй дали миле звучне прізвисько «Ян-тян» її однокласники.
Більшу частину свого життя Аяно була абсолютно нездатна відчувати емоції. Вона навчилася зображати нормальну людину, щоб не турбувати оточуючих її людей, але насправді вона не може відчувати себе живою і відчувати емоції по відношенню до інших людей.
У перший день свого другого курсу старшої школи, Аяно увійшла в контакт із Семпаєм. У той момент, вона раптом почала відчувати сильні почуття, що вона ніколи не відчувала раніше — емоції.
Зустріч із Семпаєм була як уперше побачений колір, як уперше почута музика, і як перше відчуття тепла. Коли вона перебуває поруч із ним, вона почувається дуже щасливою і живою, а коли вона перебуває далеко від нього, то відчуває лише порожнечу.
За дуже короткий проміжок часу, вона швидко стала абсолютно емоційно залежною від нього і почала покладатися на нього, щоб відчувати себе живою. Потім, майже одразу після того, як він увійшов у її життя, Аяно побачила когось, хто міг вкрасти Семпая в неї — це була молода дівчина, яка явно мала глибокі почуття до Семпая. Якщо Семпай вступить у стосунки з цією дівчиною, то Аяно може втратити його назавжди…
Не вагаючись ні хвилини, Аяно точно знала, що має бути зроблено. Цю дівчину — її суперницю — треба усунути якомога швидше, будь-якими засобами, незалежно від того, яку ціну доведеться заплатити. (Опис на Офіційному сайті)

### Таро́ Яма́да (Семпа́й)
Японське слово «семпай» відноситься до того, хто має старшинство над кимось іншим. Наприклад, якщо ви студент першого курсу, то всі студенти другого і третього курсів є вашими «семпай». Якщо ви починаєте працювати на новій роботі, будь-який колега, який пропрацював на робочому місці довше, ніж ви, є вашим «семпаєм».
У Yandere Simulator титул «Семпай» присвоюється молодій людині (або дівчині), в якого закоханий головний герой. Гравцеві надається можливість вибрати стать Семпая на початку гри; вони можуть бути «Семпай-кун» або «Семпай-тян». Якщо Семпай чоловік, то його звуть Таро Ямада, а якщо жінка, то Таеко Ямада.
Протягом навчального року десять різних дівчаток закохаються в Семпая. У школі існує міф про те, що якщо дівчинка зізнається в коханні хлопчикові під вишневим деревом за школою в п'ятницю, вони кохатимуть одне одного вічно. Кожна дівчина, яка закохується в Семпая, планує сповідатися о 6:00 у п'ятницю. Якщо є хтось, хто хоче залишити Семпай при собі, у неї є час до 6:00 п'ятниці, щоб усунути конкурентів.(Опис на Офіційному сайті)

### Інфо-тя́н
«Інфо-чан» — це прізвисько, дане інформаційному брокерові, що спеціалізується на збиранні та продажу темних секретів.
Ніхто не знає її справжнього імені. Ніхто не знає, який вигляд має її обличчя. Ніхто не знає, як вона збирає інформацію. Ніхто не знає, як вона набула такої небезпечної кількості влади та впливу за такий короткий проміжок часу. Деякі люди навіть не вірять, що вона існує насправді.
Що люди дійсно знають, то це те, що, якщо ви хочете отримати від неї послугу, все, що вам потрібно зробити, це відправити їй фотографію трусиків дівчини… і якщо вона хоче від ВАС послуги, вам краще зробити саме так, як вона просить… інакше.(Опис на Офіційному сайті)

## Суперниці

### Перший тиждень— Оса́на Надзі́мі
Осана і Семпай були близькими друзями з раннього дитинства. Вони завжди жили по сусідству один з одним і завжди ходили до школи разом.
Незважаючи на їхню близькість, Осана доволі груба і сувора щодо Семпая; Вона завжди легко дратується і швидко впадає в гнів, коли він поруч. Причина такої поведінки полягає в тому, що в Осани розвинулися романтичні почуття до Семпая, але вона боїться дати йому зрозуміти, що вона насправді відчуває до нього.
Вона не хоче, щоб він знав, що вона насправді відчуває до нього, тому вона груба з ним майже за кожної можливості. Проте, її справжнє бажання — зізнатися йому у своїх почуттях під вишневим деревом за школою… І якщо її ніщо не зупинить, цей день настане дуже скоро. (Опис на Офіційному сайті)

#### Зовнішній вигляд
Осана має руде волосся, яке струмує до її колін і зібране у два хвости за допомогою світло-рожевих резинок у білий горошок. Відтінки її волосся плавно стають світлішими до кінчиків, а короткі пасма підкреслюють її обличчя. Очі Осани мають оранжевий колір. Вона носить довгі панчохи, які співпадають з кольором її резинок. На лівій стороні голови вона носить маленький рожевий бантик. Розмір її бюста — 1.

#### Завдання
Завдання для головної героїні, Аяно Айши, полягає в пошуку брелока для телефону, який має форму кішки, у лабіринті.

#### Розклад тижня
- Понеділок — на самому початку ранку, відразу після запуску гри, Осана буде відлупцьовувати Таро за те, що він знову проспав, і їй знову довелося його будити. Він вибачиться і скаже, що якщо це її так дратує, то їм, можливо, варто перестати ходити до академії разом. Вона спробує згладити цю ситуацію і запропонує зустрітися на даху сьогодні на обід. Після закінчення розмови Таро піде перевзуватися, а Осана піде поговорити з Райбару. Вона обережно запитає, «чи не була Осана занадто… різкою?», на що вона пояснить, що просто дуже боїться, що Таро дізнається про її почуття і відкине їх, тому починає говорити всяку нісенітницю кожного разу, лише б Семпай не здогадався. Після цього, приблизно о 7:09 AM, вони підуть перевзуватися. О 7:11 AM Осана прийде до класу, і трохи переживатиме, чи сподобається її бенто Таро і що якщо ні, залишивши оба бенто (своє і для Таро) на парте до обіду. О 7:17 AM вони з Райбару підуть говорити до внутрішнього дворика. Райбару попросить Осану розповісти, чим їй так подобається Таро, і вона скаже, що вона просто поступово закохалася в нього, хоча він взагалі «не її тип», після чого Райбару попросить розповісти, які ж хлопці їй тоді подобаються. Вони будуть говорити до 7:30 AM, після чого до Осани хтось зателефонує, і вона втікатиме в коридор (між класом 1-1 і туалетом). Райбару буде підслуховувати розмову, сховавшись за кутом. Після цього Райбару запитає, що сталося, але Осана скаже, що поки не готова про це говорити і запропонує їй зустрітися після уроків на даху, за вентиляторами. Райбару скаже, що розуміє, і запропонує Осані пройтися по академії і подивитися, які є клуби, так як Осана ще не є членом жодного з них. На обід вона запропонує обід Семпаю, а Райбару буде спостерігати за ними. Якщо при цьому нічого не робити, все пройде успішно. О 3:36 PM у неї з Райбару відбудеться розмова, в якій Осана розповість, що якийсь дивний хлопець слідкує за нею і надсилає її ж фотографії, погрожуючи зробити щось дуже погане, якщо дівчина звернеться до поліції. О 5:15 PM вона піде додому.
- Вівторок — вранці Осана запитає у Таро, яку книгу він постійно має при собі. Він відповість, що може позичити їй цю книгу, але попередить, щоб вона поводилася з нею обережно, адже це подарунок від його сестри. Осана погодиться. Після цього вона обговорить це з Райбару, і о 7:05 вони підуть перевзуватися, а потім будуть балакати у внутрішньому дворику до початку уроків. На обід Осана буде читати книгу, сидячи біля фонтану, і час від часу вона буде відволікатися від читання, щоб трохи розім'ятися. О 1:22 вона повернеться до класу. (Якщо книгу кинути у воду, Осана з Райбару підуть їсти обід на одній з лавок у внутрішньому дворику. О 3:30 вона буде прибирати внутрішній дворик разом з Таро та Райбару) О 4:00 вона буде балакати з Райбару у внутрішньому дворику. О 5:30 вона поверне книгу Таро, і вони разом підуть додому.
- Середа — на ранок вона сперечатиметься з Таро, стверджуючи, що може знайти місце, яке красивіше внутрішнього дворика, а потім поділиться цим з Райбару. Райбару трохи заспокоїть її, після чого, близько 7:05 AM, Осана піде перевзуватися. Наступним кроком вона проведе час, балакаючи з Райбару во внутрішньому дворику до 8:00 AM. Близько 1:04 PM вона підійде до західного фонтану, зробить його фотографію, а потім піде їсти обід на дах. О 3:30 PM вона разом з Райбару та Таро буде прибирати во внутрішньому дворику. О 4:00 PM вона проведе час, балакаючи з Райбару. О 5:20 PM вона зустрінеться з Таро біля воріт, покаже йому фотографії, а потім вони підуть додому.
- Четвер — після приходу до академії о 7:00 AM, Осана запропонує Таро відвідати кінотеатр, на що він погодиться. Вона поділиться цим з Райбару, але висловить страх, що може заснути під час фільму, як це вже траплялося. Райбару порадить їй відпочити ввечері, і Осана згодиться. Наступним кроком вони відправляться до внутрішнього дворика. Близько 7:12 AM відбудеться ще одна коротка розмова, з якої стане відомо, що Осана хоче поїсти, але ні в неї, ні в Райбару немає достатньо грошей, щоб купити щось у автоматі. Під час обідньої перерви вона з Райбару та задирами піде загоряти біля басейну до початку уроків. О 3:30 PM вона разом з Таро та Райбару буде прибирати во внутрішньому дворику. О 4:12 PM вона відправиться відпочивати на дах, а Райбару буде ходити поруч, щоб ніхто не потурбував її сон. О 5:12 PM спрацює будильник, і Осана піде до воріт академії, щоб зустрітися з Таро о 5:24, після чого вони підуть додому.
- П'ятниця — На ранок Осана запитає у Семпая, яку музику він слухає, і він відповість, що переважно класичну. Потім вона скаже йому, що складе плейлист «справжньої» музики, і попросить його зустрітися з нею на даху під час обідньої перерви. Потім вона піде до Райбару та обговорить це з нею. Вона також попередить Осану, що Мусуме Роншаку хоче з нею поговорити про щось, і що потрібно бути обережнішою. Після цього вони підуть балакати до внутрішнього дворика. Мусуме підійде близько о 7:15 AM. (Якщо Мусуме буде мертва до цього моменту, Осана відразу піде записувати плейлист для Таро. О 7:25 AM Осана прийде до комп'ютерного класу, щоб записати плейлист для Таро) О 1:00 PM, як і було заплановано, вони зустрінуться на даху, і Осана дасть йому послухати «справжню музику», після чого вони сядуть їсти обід. О 3:30 PM вони будуть прибирати во внутрішньому дворику. Близько 5:02 Осана залишить записку Таро, де скаже, щоб він зустрів її під деревом сакури за академією, і він знайде її близько о 5:15. Якщо Осана не буде усунена до цього моменту, то вона зізнається в коханні до Таро, і гра буде завершена.

### Другий тиждень— Ама́й Одая́ка
Амай є президентом шкільного кулінарного клубу. Її кулінарні навички далеко не за віком, і ніщо не робить її щасливішою, ніж бачити, як люди насолоджуються їжею, яку вона приготувала.
Амай буде відсутня в школі протягом першого тижня гри, але вона зустрінеться з Семпаєм у той момент, коли Семпай почувається сумним і вразливим. Вона швидко зблизиться з ним у той момент, коли Семпай дуже потребує друга.
З її добрим і турботливим характером, легко зрозуміти, як Семпай може легко закохатися в неї протягом тижня. Якщо ніхто не встане в неї на шляху, Семпай буде належати їй в одну мить. Пам'ятайте: найшвидший шлях до серця чоловіка лежить через його шлунок! (Опис на офіційному сайті)

#### Зовнішній вигляд
Амаї має коротке світло-каштанове волосся, яке вона зібрала назад за допомогою м'ятно-зеленої хустки, її очі мають м'ятно-зелений колір. Вона одягнена в легкий м'ятно-зелений фартух разом з полосатими панчохами того ж м'ятно-зеленого кольору. На лівій руці вона носить червону пов'язку лідера з зображенням кексу.

#### Завдання
Персонажа ще немає в грі як офіційної суперниці!

#### Розклад тижня
Персонажа ще немає в грі як офіційної суперниці!

#### Пов'язані челенджі
Наразі Амаї Одаяку можна зустріти тільки в «Amai Challenge».
Amai Challenge — це один з режимів гри, який був доданий у версії від 22 грудня 2020 року і представляє собою виклик, в якому потрібно усунути Амаї Одаяку. Цей режим стає доступним лише після усунення Осани. Для активізації цього режиму спочатку потрібно переглянути фінальні сцени першого тижня, а потім натиснути кнопку R в ігровому календарі.

### Третій тиждень— Кідзана Сунобу
Кідзана є президентом шкільного драматичного гуртка. Її короткострокова мета — стати найпопулярнішою дівчиною в школі, а її довгострокова мета — стати найвідомішою актрисою, яка коли-небудь жила.
Кідзана буде відсутня протягом перших двох тижнів гри, але націлиться на Семпая, щойно повернеться до школи. Вона переконана, що Семпай стане чудовим доповненням до драматичного гуртка, що може бути якраз тим, що допоможе йому відволіктися від подій, які він переживе протягом перших двох тижнів гри…
Її особистість дуже неприємна, але її краси та її здатності зачаровувати аудиторію може бути достатньо, щоб завоювати серце Семпая. Вона може бути просто «Джульєттою» для його «Ромео»… (Опис на Офіційному сайті)

#### Зовнішній вигляд
Кідзана має фіолетові кучері, які прикрашені двома червоними трояндами. Її очі фіолетового кольору. Вона носить чорний чокер з червоною трояндою посередині та фіолетові панчохи з рожевими трояндами та зеленими листками на них. На лівій руці вона носить червону пов'язку лідера з зображеннями масок трагедії та комедії. (Можливо, у фінальній версії гри гравцю буде надана можливість змінювати зовнішній вигляд Кідзани).

#### Завдання
Персонажа ще немає в грі як офіційної суперниці

#### Розклад тижня
Персонажа ще немає в грі як офіційної суперниці